# 利托維謝 (舒姆西克區)
50°11′18″N 26°2′1″E / 50.18833°N 26.03361°E
利托維謝（烏克蘭語：Літовище），是烏克蘭的村落，位於該國西部捷爾諾波爾州，由克列梅涅茨區負責管轄，始建於1490年，面積2.77平方公里，2001年人口390，人口密度每平方公里140.6人。